# ウエストコロンビア (テキサス州)
ウエストコロンビア（West Columbia）は、アメリカ合衆国テキサス州のブラゾリア郡の町。人口は4,255人（2000年国勢調査）。1826年、Josiah H. Bellによって創設された。最初のテキサス共和国議会が、1836年10月に招集された。当時の名前は単にコロンビアだった。 

## 地理
ウエストコロンビアは、北緯29度8分29秒 西経95度38分49秒 / 北緯29.14139度 西経95.64694度（29.141513, -95.647016）に位置している。総面積は6.6 km² (2.6 mi² )で、すべて陸地。

## 人口動勢
以下は2000年国勢調査における人口統計データである。
| 基礎データ - 人口: 4,255人 - 世帯数: 1,607世帯 - 家族数: 1,099家族 - 人口密度: 641.7人/km²（1,661.9人/mi²） - 住居数: 1,755軒 - 住居密度: 264.7軒/km²（685.5軒/mi²） 人種別人口構成 - 白人: 70.15% - アフリカン・アメリカン: 19.51% - ネイティブ・アメリカン: 0.40% - アジア人: 0.38% - 太平洋諸島系: 0.02% - その他の人種: 7.83% - 混血: 1.72% - ヒスパニック・ラテン系: 18.05% 世帯と家族（対世帯数） - 18歳未満の子供がいる: 35.5% - 結婚・同居している夫婦: 50.0% - 未婚・離婚・死別女性が世帯主: 14.0% - 非家族世帯: 31.6% - 単身世帯: 27.6% - 65歳以上の老人1人暮らし: 13.3% - 平均構成人数 - 世帯: 2.60人 - 家族: 3.19人 | 年齢別人口構成 - 18歳未満: 28.8% - 18-24歳: 9.0% - 25-44歳: 27.3% - 45-64歳: 21.8% - 65歳以上: 13.1% - 年齢の中央値: 35歳 - 性比（女性100人あたり男性の人口） - 総人口: 88.9人 - 18歳以上: 85.0人 収入と家計 - 収入の中央値 - 世帯: 31,115米ドル - 家族: 38,090米ドル - 性別 - 男性: 37,981米ドル - 女性: 19,775米ドル - 人口1人あたり収入: 15,647米ドル - 貧困線以下 - 対家族数: 14.0% - 対人口: 20.0% - 18歳未満: 24.5% - 65歳以上: 14.3% |

## 教育
町はコロンビア=ブラゾリア独立学区に属する。
- ウエストコロンビア小学校
- コロンビア-ブラゾリア中学校
- コロンビア高等学校

3つの学校はすべてウエストコロンビアにある。
私立学校で、コロンビア・クリスチャン学校がある。
ウエストコロンビア図書館はブラゾリア郡図書館システムの一部である。